# South Western Football League
De South Western Football League is een Engelse voetbalcompetitie voor clubs uit Cornwall en het westen van Devon en werd in 1951 opgericht.
De league heeft één divisie die zich op het 11de niveau bevindt in de Engelse voetbalpiramide. Clubs worden gerekruteerd uit de Cornwall Combination en de East Cornwall League. De kampioen kan een aanvraag doen om te promoveren naar de Western Football League, maar door de dure verplaatsingskosten dienen niet veel clubs een aanvraag in. In 2006 waagde Truro City toch de stap en promoveerde zo. St. Blazey FC hield een tijdlang het record voor langste ongeslagen club in het hele land (75 wedstrijden op rij) totdat record werd verbroken in 2004 door AFC Wimbledon. Dit record mocht ook wel met een korreltje zou genomen worden omdat er nooit gepromoveerd werd wat bij Wimbledon wel het geval was.
Er gaan stemmen op om te fuseren met de Devon County League om zo een nieuwe competitie te vormen die zowel Cornwall als Devon bedekken (South West Peninsula League). Als het voorstel wordt aangenomen treedt dit al in 2007/08 in werking.
In 2006 schreef Plymouth Argyle ook een team in, het eerste elftal van de club speelt in de Football League Championship dat de 2de klasse is in Engeland.